# Clynder
Clynder är en ort i Storbritannien.   Den ligger i kommunen Argyll and Bute och riksdelen Skottland, i den nordvästra delen av landet, 600 km nordväst om huvudstaden London. Clynder ligger 11 meter över havet och antalet invånare är 192.
Terrängen runt Clynder är kuperad norrut, men söderut är den platt. Havet är nära Clynder söderut. Runt Clynder är det tätbefolkat, med 849 invånare per kvadratkilometer. Närmaste större samhälle är Greenock, 8,5 km söder om Clynder. 